# Werzchy
Werzchy (ukr. Верхи) – wieś położona na Ukrainie, w rejonie łuckim, w obwodzie wołyńskim, liczy 139 mieszkańców.